# Showbizz Bart

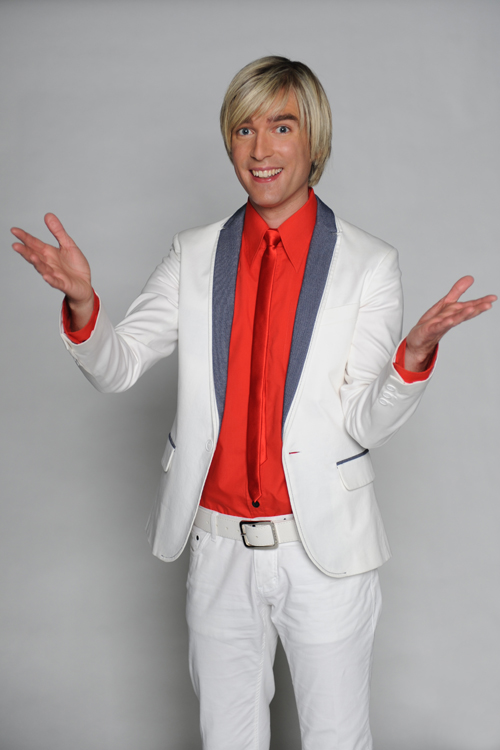
Bart Verbeeck (Showbizz Bart)

Bart Verbeeck (Bonheiden, 21 maart 1978) is een Vlaamse radio- en televisiepresentator bekend onder het pseudoniem Showbizz Bart. Hij is een van de stemmen van Radio 2 en werkt ook achter de schermen van de VRT als producer, redacteur en communicatiespecialist.

## Carrière

### Radio
In oktober 2001 begon Verbeeck te werken bij het toen gloednieuwe radiostation Qmusic. Hij was er nieuwslezer tot december 2003. Begin 2004 doopten de toenmalige ochtend-dj's Erwin Deckers en Sven Ornelis hem om tot Showbizz Bart en stuurden hem op pad om bekend Vlaanderen te interviewen, maar ook wereldsterren als Beyoncé, Hugh Grant, Tom Cruise, Ricky Martin en Rowan Atkinson. Tot eind juni 2014 had hij wekelijks, op woensdagochtend om 7.45u, een vast item waarvoor hij allerhande feestjes en premières met Bekende Vlamingen afschuimde. Ook in andere programma's werd hij regelmatig als reporter ingezet. Nadien was hij dagelijks te horen in Het Foute Uur. Jaarlijks bracht Verbeeck een opmerkelijke act op de Foute Party.
In augustus 2016 stapte Verbeeck over van Q-music naar Radio 2. Daar ging hij als vliegende reporter op bezoek bij zowel bekende mensen als luisteraars. Hij was te horen in verschillende gelegenheidsprogramma's zoals Radio 2 Zomerhit, de Zomertop 500, de 1000 Klassiekers en De Zoete Inval, en becommentarieerde het Eurovisiesongfestival. Hij werd er ook producer.

### Geschreven pers
Verbeeck schreef columns en artikels voor verschillende tijdschriften en sites. Op 15 oktober 2007 verscheen zijn eerste boek Glamoureus Feesten - 101 tips voor een leven vol party's bij uitgeverij Van Halewyck. Van 2008 tot 2016 was hij vast verbonden aan het Vlaamse weekblad Story. Daarin heette zijn wekelijkse rubriek eerst VIPPP: Parties, Premières & People met Showbizz Bart. Eind juni 2012 veranderde zijn bijdrage aan het weekblad in Backstage Bart.

### Televisie
In 2006 werd hij mediawatcher in het programma VIPS op VTM. Voor de Antwerpse regionale televisiezender ATV zetelde hij in het najaar van 2008 in de jury van Wie wordt het nieuwe gezicht van ATV? Op TMF was hij in juli 2011 jurylid van Rate The VJ. In de tweede editie van MasterChef met BV's (uitzonden op VTM in de zomer van 2011) haalde hij de halve finale. In 2012 nam hij deel aan de vijfde editie van Sterren op de Dansvloer. In 2017 en 2018 presenteerde Verbeeck Radio 2 Zomerhit, samen met Bart Peeters, op Eén en Radio 2.
Daarnaast is hij een panellid op alle Vlaamse televisiezenders. Van april tot juni 2002 was hij te zien in SexTalk op JIMtv. Later volgden diverse andere programma’s, zoals onder meer Mag ik u kussen?, Beste vrienden, De allesweter en Sorry voor alles op Eén; Het Verstand Van Vlaanderen, De Waarzeggers en Baas in Huis op (VTM) en Het zijn net Mensen en Zeg eens euh! op VIER.

### Films en series
Als acteur speelde hij een gastrol in de achtste aflevering van het vijfde seizoen van Mega Mindy (uit 2011) als presentator van de fictieve danswedstrijd De Rode Roos, in de aflevering "De danswedstrijd". In de Nederlandse bioscoopfilm Heksen bestaan niet vertolkte hij de rol van extravagante dansleraar. Verder was hij te zien in afleveringen van o.a. Spoed, Familie, Verschoten & Zoon, Vlaamse Streken (VTM) en En Daarmee basta! (Ketnet). In De Smurfen-films is hij de stem van Hippe Smurf en in Trolls die van Guy Diamant.

### Podium
In 2014 en 2015 was hij in het Grand Casino Knokke en De Roma in Antwerpen te zien in Songfestival, Contest of the Best. Verbeeck presenteerde deze show, geregisseerd door Stany Crets, met de populairste nummers van het Eurovisiesongfestival. Voor het Gentse theatercollectief CirQ presenteerde Verbeeck tijdens de Gentse Feesten van 2019 tien dagen lang Batastunt. Samen met CirQ trok Verbeeck ook langs kwetsbare buurten met de radioshow Blokbusters. Verder staat Verbeeck vaak op het podium als presentator van evenementen en concerten.

### Communicatiedienst
Sinds 2021 werkt Verbeeck op de communicatiedienst van de VRT, waar hij onder meer fungeert als perscontact voor Radio2 en persberichten opstelt.

## Trivia
- Jarenlang[(sinds) wanneer?] was hij gastheer op de Cultuurmarkt van Vlaanderen in Antwerpen en presenteerde hij o.a. op de Grote Markt en Groenplaats.
- Samen met Virginie Claes is hij 'ambassadeur' van DUS! (Drive Up Safety!), een verkeersveiligheidsorganisatie voor jongeren.
- Hij was 'Vakleraar Godsdienst' in een aflevering van De klas van Frieda op Eén.
- Samen met actrice Kadèr Gürbüz deed hij mee aan het programma Beste Vrienden.
- Hij was een van de vaste gepersifleerde typetjes in het komische programma Tegen de Sterren op.
- Voor het programma Sorry voor alles kroop Bart ongezien in de autokoffer van een nietsvermoedende vrouw en reed een heel eind met haar mee.
- Bart is de jongere broer van Marc Verbeeck van punkband Zyklome A. Zijn andere broer Dirk is een poppenspeler die onder andere gestalte geeft aan Kamiel van Kaatje van Ketnet.

Huidig (anno 2022):
Luc Appermont · Cara Cobbaert · Anja Daems · Sandra Deakin · Karolien Debecker · Kim Debrie · Peter De Groot · Lars De Groote · Guy De Pré · Chris Dusauchoit · Dirk Ghijs · Peter Hermans · Wouter Landuyt · Filip Ledaine · Daan Masset · Caren Meynen · Sven Pichal · Marc Pinte · Harald Scheerlinck · Siska Schoeters · Benjamien Schollaert · Showbizz Bart · Sharon Slegers · Jo Van Damme · Niels Vandeloo · Sonny Vanderheyden · Cathérine Vandoorne · Christel Van Dyck · Ruben Van Gucht · Iris Van Hoof · Vanessa Vanhove · Britt Van Marsenille · David Van Ooteghem · Peter Verhulst · Dirk Vlaeyen · Pascal Vranckx · Albrecht Wauters
Voormalig:
Luk Alloo · Johan Anthierens · Nand Baert · Erik Baeyens · Wim Bary · Jos Baudewijn · Flor Berckenbosch · Marcel Beerten · Wilfried Bertels · Marc Brillouet · Els Broeckmans · Fred Brouwers · Edwin Brys · Ro Burms · Walter Capiau · Annemie Coppieters · Harry Creemers · Karel Daerden · Christoff · Conny De Boos · Hein Decaluwé · Jessie De Caluwe · Jo met de Banjo · Gust De Coster · Martin De Jonghe · Paula De Meulder · Els De Vuyst · Frank Dingenen · Michel Follet · Jacky Geerts · Jos Ghysen · Margriet Hermans · Irene Houben · Michel Ilsen · Rita Jaenen · Chris Jonckers · Tante Kaat · Luk de Laat · Jo Leemans · Leki · Kathy Lindekens · Kris Luyten · Micha Marah · Betty Mellaerts · Kaat Mendonck · Freek Neirynck · Line Ooms · Sven Ornelis · Katrien Palmers · Gerard Pollet · Julien Put · Hugo Raspoet · Niko Reynaert · Luk Saffloer · Karel Segers · Lennart Segers · Lutgart Simoens · Rudi Sinia · Dirk Somers · Dré Steemans · Jan Theys · Gene Thomas · Wiet Van Broeckhoven · Marc Van den Hoof · Dieter Vandepitte · Karin Van den Berghe · Thomas Van der Spiegel · Kurt Van Eeghem · Wim Van Gansbeke · Els Van Herzeele · Ilse Van Hoecke · Bert Van Molle · Jan Van Rompaey · Paula Van Wilder · Louis Verbeeck · Karel Vereertbruggen · Herwig Verhovert · Luc Verschueren · Johan Verstreken · Tom Vossen · Eddy Wally · Niels William · Edwin Ysebaert · Zaki